# Natàlia Kovxova
Natàlia Venedíktovna Kovxova (rus: Наталья Венедиктовна Ковшова), nascuda el 26 de novembre de 1920 a (Ufà, Rússia i caiguda en combat a 1942 prop de Sutoky (Nóvgorod, Rússia), va ser una franctiradora soviètica de l'Exèrcit Roig que va participar en la Segona Guerra Mundial. En equip amb la seva millor amiga Maria Polivanova, va ser responsable de la mort de més de 300 soldats i oficials enemics entre 1941 i 1942, abans de morir heroicament durant una contraofensiva alemanya. Per això, van ser condecorades amb l'Estrella d'Or d'Heroïnes de la Unió Soviètica a títol pòstum i se les recorda entre els millors franctiradors de la història.

## Vida personal
Natalia era neboda d'un heroi bolxevic de la Guerra Civil Russa. Nascuda a Ufà, es va traslladar amb la seva família a Moscou quan ella era petita. Allà es va titular en una escola tècnica, el 1940, i es va posar a treballar en un organisme aeronàutic. S'estava preparant per ingressar a l'Escola d'Aviació de Moscou quan es va produir la invasió nazi.

## Carrera
Des del començament de la Segona Guerra Mundial, Natalia es va enrolar a l'Exèrcit Roig. Així va combatre a la Defensa de Moscou a partir d'octubre de 1941, adscrita a la 3a Divisió Comunista d'Infanteria. El gener de 1942, va passar al 528º Regiment de la 130a Divisió d'Infanteria, 1r Exèrcit de Xoc, Front del Nord-oest.
Aviat formaria un famós equip amb la seva millor amiga Maria Polivanova. Entre ambdues, van aconseguir eliminar més de 300 soldats i oficials de l'invasor nazi al llarg dels mesos següents, pel que van ser condecorades repetidament.

## Mort i memòria
Finalment, sobrepassades per una sèrie de furioses contraofensives a la regió de Nóvgorod i ja sense munició, van esperar l'enemic proveïdes de granades de mà i les van fer esclatar emportant-se amb elles a uns quants dels que ja creien haver-se fet amb la seva posició. Això va succeir prop de Sutoky, a l'óblast de Nóvgorod, el 14 d'agost de 1942, tenint Natalia 21 anys.
Natalia y Maria van ser sepultades juntes en el proper poble de Korovitxino, i reconegudes com a Heroïnes de la Unió Soviètica el 14 de febrer de 1943. El seu nom apareix en carrers de Moscou i Ufà, així com un vaixell fluvial i una escola a la capital.

## Documents
- Henry Sakaida, Christa Hook, Heroines of the Soviet Union 1941-1945, Osprey Publishing, 2004.